# Élection présidentielle américaine de 1800
L'élection présidentielle américaine de 1800 est parfois appelée la « révolution de 1800 » par les historiens nord-américains. En effet, la défaite du président sortant, John Adams, et la victoire de Thomas Jefferson marqua un tournant dans l'histoire politique des États-Unis, ouvrant une période de domination politique des démocrates-républicains, et le déclin inexorable du parti fédéraliste. Elle est la quatrième élection présidentielle depuis l'adoption de la Constitution en 1787.

## Désignation des candidats
Les deux partis en lice eurent recours à des caucus pour choisir leurs candidats regroupés pour la première fois en « tickets » afin d'éviter l'éparpillement des voix qui avait marqué le scrutin de 1796.
Les fédéralistes proposèrent une candidature composée du président sortant John Adams du Massachusetts et de Charles Cotesworth Pinckney de Caroline du Sud. Pinckney avait combattu dans la guerre d'indépendance des États-Unis et avait ensuite occupé le poste d'ambassadeur en France. 
Les républicains-démocrates, soutenus par le parti français à Washington, proposèrent une candidature composée du vice-président Thomas Jefferson de Virginie et de l'ancien sénateur Aaron Burr de New York. Jefferson avait été finaliste lors de la précédente élection et avait cofondé le parti avec James Madison et d'autres, tandis que Burr était populaire dans l'État de New York important électoralement.

## Désignation des grands électeurs
Les seize États de l'Union participèrent à la désignation des grands électeurs.
La grande majorité d'entre eux (neuf) choisirent de faire désigner les grands électeurs par la législature de l'État, c'est-à-dire plus que lors des élections précédentes.
Les six autres firent intervenir un vote direct des citoyens : au niveau de l'État (Rhode Island et Virginie), ou dans le cadre de circonscriptions spécifiques (Kentucky, Maryland, Caroline du Nord). Le Tennessee, pour sa part, mit en place un système mixte.
Dans tous les États qui firent appel au vote direct des citoyens, des dispositions restrictives avaient été mises en place pour limiter le nombre de votants.
138 grands électeurs participèrent au vote.
La date de désignation des grands électeurs n'était pas la même pour tous les États. Le scrutin étant très serré, le dernier à se prononcer, la Caroline du Sud, fit donc la différence en faveur des démocrates-républicains.

## Campagne électorale
La campagne de 1800 fut une réplique de celle de 1796, avec les mêmes arguments et les mêmes attaques extrêmement vives de part et d'autre, le débat ayant été encore envenimé par la rivalité entre le président Adams et son vice-président Jefferson pendant toute la durée du mandat précédent.
Les fédéralistes répandirent des rumeurs selon lesquelles les républicains-démocrates seraient des radicaux capables de ruiner le pays (sur la base du soutien républicain démocrate à la Révolution française). Dans le même temps, les républicains démocrates ont accusé les fédéralistes d'aller contre les principes républicains avec les lois sur les étrangers et la sédition dont certaines furent ensuite été déclarées inconstitutionnelles par la Cour suprême.
Adams fut attaqué à la fois par l'opposition démocrate-républicaine et aussi au sein de son propre parti par des fédéralistes hamiltoniens qui jugeaient Adams trop modéré.

## Vote du collège électoral
La Constitution alors en vigueur, avant l'adoption du XIIe amendement, ne distinguait pas l'élection du président de celle du vice-président. Une fois les candidatures déclarées, chaque grand électeur disposait de deux voix, le candidat arrivé en tête, s'il avait obtenu la majorité absolue, était élu président, et celui arrivé en deuxième position était élu vice-président.
Afin d'éviter une égalité, chacun des deux partis avait décidé de demander à un de ses électeurs de voter pour un candidat autre que celui désigné pour la vice-présidence. C'est ainsi qu'un électeur fédéraliste vota pour le gouverneur de New York, John Jay. En revanche, côté démocrate-républicain, la consigne ne passa pas, et les deux candidats arrivèrent à égalité :
- Thomas Jefferson (Démocrate-républicain), vice-président sortant : 73
- Aaron Burr (Démocrate-républicain), sénateur de New York : 73
- John Adams (fédéraliste), président sortant : 65
- Charles Cotesworth Pinckney (fédéraliste) : 64
- John Jay (fédéraliste) gouverneur de New York : 1

L'élection fut donc déclarée nulle, et, conformément à la Constitution, la Chambre des représentants eut à départager Jefferson et Burr.
| Parti                       | Vote populaire | Vote populaire | Collège électoral |
| Parti                       | Voix           | %              | Collège électoral |
| --------------------------- | -------------- | -------------- | ----------------- |
| Parti républicain-démocrate | 41 330         | 61,4           | 73                |
| Parti fédéraliste           | 25 952         | 38,6           | 65                |

## Vote de la Chambre des représentants
Aucun candidat n'étant arrivé en tête dans le collège électoral, l'élection du président fut donc transférée à la Chambre des représentants. L'élection se fait par délégation d'État : les représentants se réunissent par État, et chaque délégation dispose d'une seule voix. Il faut une majorité absolue, et donc neuf voix, pour être élu.
La majorité de la Chambre étant fédéraliste, l'issue du scrutin, qui devait départager les deux démocrates-républicains, n'était pas évidente. Jefferson était certes haï des fédéralistes, mais cela ne suffisait pas à faire voter tous les fédéralistes pour Burr.
Lors du premier tour de scrutin, les délégations à majorité démocrate-républicaine votèrent pour Jefferson, ainsi que la Géorgie, ce qui lui permit d'obtenir 8 voix. Six États à majorité fédéraliste votèrent pour Burr. Le Vermont ne put départager les deux candidats, et il en fut de même du Maryland, pourtant à majorité fédéraliste. Burr eut donc six voix, et deux voix ne furent pas comptées.
Les 34 tours de scrutin suivants, qui eurent lieu du 11 au 17 février 1801, donnèrent chaque fois le même résultat. Ce fut finalement une intervention du fédéraliste Alexander Hamilton, pourtant peu suspect de sympathie pour Jefferson, qui détermina l'issue du vote. Il indiqua publiquement que, comme personne, celui-ci serait un meilleur président que Burr.
Jefferson fut donc finalement élu au 36e tour par 10 voix contre 4 à Burr, deux délégations fédéralistes refusant finalement de se prononcer.

## Source
- (en) Cet article est partiellement ou en totalité issu de l’article de Wikipédia en anglais intitulé « 1800 United States presidential election » (voir la liste des auteurs).